# Afegãos na Índia
Os refugiados afegãos na Índia formam uma comunidade de aproximadamente 10.000 pessoas. Em torno de 8.500 deles são recentes, hindus e sikhs que fugiram do regime talibã e da instabilidade política no Afeganistão; estão concentrados em torno de Deli.
Além de cidadãos e expatriados, existem centenas de comunidades na Índia com antepassados Pachtun. Antes da criação do moderno estado de Afeganistão, o termo afegão era usado como sinônimo com pashtun, e muito da história pachtun ocorreu na Índia. Milhares de descendentes de pachtuns migraram para o Paquistão após a partição.
Atualmente poucos pachtun mantêm a sua cultura na Índia, sendo que a maioria se integrou à cultura indiana. Há um considerável número de pachtuns no estado indiano de Jammu e Caxemira. A Província da Fronteira Noroeste (agora chamada de Khyber Pakhtunkhwa) foi incorporada à Índia Britânica no final do século XIX.

## História
O registro mais antigo de afegãos na Índia vem do final do século XIII, quando a dinastia Khalji formou um império no Norte da Índia. Eles pertenciam a uma tribo turca, mas foram tratados pelos governantes como Afegãos , devido à sua adoção de alguns hábitos e costumes afegãos . A dinastia Lodi era composta de locais da etnia pachtun. Eles governaram o Norte da Índia até a invasão de Babur em 1526, quando surgiu o Império Mogol. Durante este período, os afegãos de Kabulistan começaram a chegar à Índia para fazer negócios e lazer. O Império Sur substituiu o Império Mogol de 1540 a 1557. Governantes do Império  Sur também eram pachtuns. Outros pachtuns migraram à Índia até que o Império Sikh chegou ao poder. Assim se formou uma barreira entre o Afeganistão (Império Durrani) e Índia Britânica. Os afegãos precisavam de um visto para entrar na Índia após este período.
O Grande  Rei Pachtun Sher Shah Suri (Amir Khan), assumiu o controle do Império Mogol em 1540. Depois de sua morte acidental em 1545, seu filho Islam Shah o sucedeu .[3][4][5][6][7] Ele serviu primeiro como soldado, antes de se tornar comandante no exército mogol sob Babur e, em seguida, tornou-se governador de Bihar. Em 1537, quando Babur, o filho de Humayun, estava em uma expedição, Sher Shah invadiu o estado de Bengala e estabeleceu a dinastia Sur.[8] Um brilhante estrategista, Sher Shah, revelou-se um administrador talentoso. Sua reorganização do império estabeleceu as bases para o imperadores mogóis que viriam após ele, especialmente Akbar, o Grande, filho de Humayun.[8]
Ele estendeu a Grande Estrada de Chittagong, nas fronteiras da província de Bengala, perto de Calcutá, no leste da Índia até Cabul, no Afeganistão, no extremo noroeste do país.
Durante o século XX, um pequeno número de indianos de origem afegã envolveu-se em na indústria cinematográfica de Bollywood. Isso inclui, Dilip Kumar, Feroz Khan, Kader Khan, Salman Khan , Shah Rukh Khan e outros. Após o início da invasão Soviética do Afeganistão em 1979, um grande número de afegãos emigrou para a Índia. A maioria deles eram hindus e sikhs afegãos. Milhares de refugiados afegãos que vivem na Índia desde então se tornaram cidadãos indianos.

## Comunidades de língua pachto da Índia
Em quatro estados da Índia há grande influência da cultura pachtun:
1. Madhya Pradesh (Bhopal e Indore)
2. Punjab (Maler Kotla e Mianwali)
3. Bihar (Gaya, Sherghati, Patna, Aurangabad e Sasaram)
4. Uttar Pradesh (Malihabad, Etawah, Shahjahanpur, Rampur)

Há um grande número de falantes da língua pachto nos estados indianos de Assam, Bengala Ocidental e Jammu e Caxemira. Apesar de o número exato de falantes ser difícil de determinar estima-se, pelo menos, mais de 100.000, pois é sabido que, em 1954, mais de 100.000  pachtuns nômades que viviam no Vale de Caxemira receberam cidadania indiana. Hoje em dia, jirgas (assembleias tradicionais de líderes que tomam decisões por consenso e de acordo com os ensinamentos de Pashtunwali) são frequentemente realizadas. Os que se assentaram e vivem no Vale da Caxemira falam pachto, e são encontrados principalmente no sudoeste do vale, onde o colônias pachtun foram fundadas. Os mais interessantes são os Kukikhel Afridis de Dramghaihama, que mantêm os velhos costumes e falam pachto. Eles usam roupas coloridas e carregam espadas e escudos. Os Afridis e o Machipurians, que pertencem à tribo Yusufzai, são sujeitos ao serviço militar, e em troca eles mantêm certas aldeias livre de impostos. Os pachtuns, principalmente, vieram sob o durranis, mas muitos foram levados pelo Marajá Gulab Singh para o serviço na fronteira. Pashto também é falado em duas aldeias, Dhakki e Changnar (Chaknot), localizadas na Linha de Controle no Distriro de Kupwara. Em resposta à demanda à comunidade pashtun que vive no estado, a estação local, Kashir TV, lançou recentemente uma série de programas em língua pachto.
Coincidentemente, muitos afegãos na Índia são da etnia pachtun.